# Muzeul de Artă din São Paulo
Muzeul de Arta din São Paulo (portugheză Museu de Arte de São Paulo) este un muzeu de artă din São Paulo, Brazilia.
Situat pe Bulevardul Paulista din anul 1968, este una dintre cele mai importante centre culturale din America Latină. Acesta deține aproximativ 8000 de piese de artă.
Este una dintre cele mai vizitate muzee din lume, în 2009 a primit aproximativ 679.019 de vizitatori.